# 王湘 (隆慶進士)
王湘（1538年—？年），字原楚，號巨川，四川敘州府富順縣人，明朝政治人物。

## 生平
嘉靖四十三年（1564年）甲子科四川鄉試第五十三名舉人，隆慶五年（1571年）辛未科會試中式第三百七十七名，第三甲第二百三十三名進士。礼部觀政，授陕西高陵知县，萬曆三年（1575年）降调山西布政司经历，四年（1576年）官直隸文安縣知縣。九年致仕，卒。

## 家族
曾祖王集；祖王輔；父王三至；母彭氏；繼母杜氏。具慶下，妻汪氏，兄沔；清，弟湛；澤；滿；瀛；洛；濬。